# Плопень
Плопень, Плопені (рум. Plopeni) — місто у повіті Прахова в Румунії.
Місто розташоване на відстані 69 км на північ від Бухареста, 13 км на північний захід від Плоєшті, 72 км на південь від Брашова.

## Населення
За даними перепису населення 2002 року у місті проживали 9612 осіб.
Національний склад населення міста:
| Національність | Кількість осіб | Відсоток |
| -------------- | -------------- | -------- |
| румуни         | 9493           | 98,8%    |
| цигани         | 112            | 1,2%     |
| угорці         | 5              | 0,1%     |
| німці          | 2              | < 0,1%   |

Рідною мовою назвали:
| Мова      | Кількість осіб | Відсоток |
| --------- | -------------- | -------- |
| румунська | 9599           | 99,9%    |
| циганська | 6              | 0,1%     |
| угорська  | 5              | 0,1%     |
| німецька  | 2              | < 0,1%   |

Склад населення міста за віросповіданням:
| Релігія                             | Кількість осіб | Відсоток |
| ----------------------------------- | -------------- | -------- |
| православні                         | 9417           | 98,0%    |
| адвентисти                          | 39             | 0,4%     |
| п'ятдесятники                       | 34             | 0,4%     |
| бретрени                            | 30             | 0,3%     |
| лютерани                            | 29             | 0,3%     |
| баптисти                            | 18             | 0,2%     |
| римо-католики                       | 17             | 0,2%     |
| атеїсти                             | 6              | 0,1%     |
| не релігійні                        | 4              | < 0,1%   |
| греко-католики                      | 2              | < 0,1%   |
| реформати                           | 1              | < 0,1%   |
| старообрядці                        | 1              | < 0,1%   |
| лютерани (Аугсбурзького сповідання) | 1              | < 0,1%   |

## Зовнішні посилання
- Дані про місто Плопень на сайті Ghidul Primăriilor